# آرثر فيلدز
آرثر فيلدز (بالإنجليزية: Arthur Fields)‏ هو عازف جاز وكاتب أغاني ومغني وموسيقي أمريكي، ولد في 6 أغسطس 1888 في فيلادلفيا في الولايات المتحدة، وتوفي في 29 مارس 1953 في لارغو في الولايات المتحدة.

## وصلات خارجية
- آرثر فيلدز على موقع IMDb (الإنجليزية)
- آرثر فيلدز على موقع IMDb (الإنجليزية)
- آرثر فيلدز على موقع ميوزك برينز (الإنجليزية)
- آرثر فيلدز على موقع أول ميوزيك (الإنجليزية)
- آرثر فيلدز على موقع ديسكوغز (الإنجليزية)
- آرثر فيلدز على موقع قاعدة بيانات الفيلم (الإنجليزية)